# Mahotshwane
Mahotshwane est une ville du Botswana.